# John Parish (Musikproduzent)

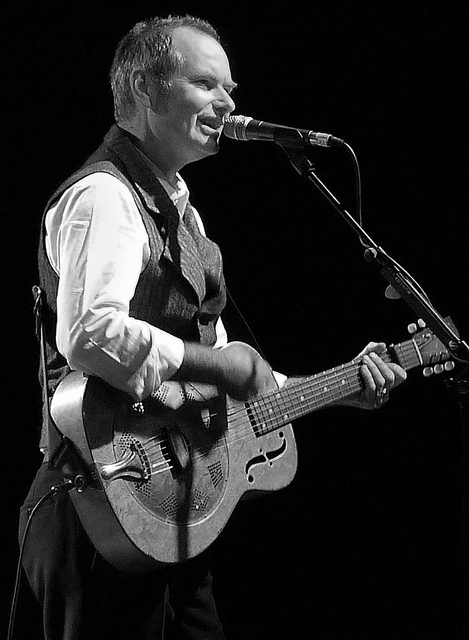
John Parish

John Parish (* 1959 in Yeovil, Somerset, England) ist ein britischer Musiker, Komponist, Multiinstrumentalist und Musikproduzent, der vor allem durch seine Arbeit mit PJ Harvey, den Eels, Tracy Chapman und Giant Sand bekannt geworden ist.

## Lebenslauf
In den 1980er Jahren gründete er die Band Automatic Dlamini. Zur wechselnden Bandbesetzung gehörte u. a. die Sängerin PJ Harvey. Automatic Dlamini nahm drei Musikalben auf: The D is For Drum (1987), Here Catch Shouted his Father (1990 – nicht veröffentlicht) und From A Diva to a Diver (1992). Während dieser Zeit begann Parish seine Karriere als Musikproduzent und arbeitete mit den britischen Bands The Chesterfields und  The Brilliant Corners, ehe er PJ Harveys Album To Bring You My Love (1995)  produzierte, auf welchem er auch Gitarre, Schlagzeug, Percussion und Orgel spielte.
Parish tourte mit PJ Harvey im Jahr 1995 und im darauffolgenden Jahr nahmen sie Dance Hall at Louse Point (1996) zusammen auf. 1997 produzierte er 16 Horsepowers Album Low Estate. An PJ Harveys Album Is This Desire (1998) war Parish wieder mitbeteiligt. Sein nächstes Projekt war das Schreiben von Liedern für den Soundtrack zum Film Rosie des belgischen Regisseurs Patrice Toyes.
John Parish produzierte Giant Sands Album Chore of Enchantment (2000) und gastierte auf Goldfrapps Album Felt Mountain (2000). Im darauffolgenden Jahr wurde er Koautor auf dem Eels Album Souljacker (2001) und produzierte Musik für Sparklehorse und Tracy Chapman. Außerdem arbeitete er mit einer Reihe von anderen europäischen Künstlern. So produzierte er Alben für den französischen Künstler Dominique A oder die belgische Popband Thou.
2002 nahm er seine eigene Platte How Animals Move (2002) auf und tourte mit seiner eigenen Musik. (Zu seiner Begleitband gehörte u. a. Adrian Utley von Portishead.)
Aus der erneuten Zusammenarbeit mit PJ Harvey entstanden die Alben White Chalk (2007) und A Woman a Man Walked By (2009).
Im Frühjahr 2019 produzierte er das Album Designer der neuseeländischen Sängerin Aldous Harding.

## Diskografie

### Als Solokünstler
- How Animals Move (2002)
- Once Upon A Little Time (2005)
- Bird Dog Dante (2018)

### Weitere Veröffentlichungen
- PJ Harvey – To Bring You My Love (1995): Produzent, Gitarre, Orgel, Schlagzeug, Percussion
- John Parish & Polly Jean Harvey – Dance Hall at Louse Point (1996): Produzent, diverse Instrumente
- Spleen – Soundtrack To Spleen (1997): Koautor, Gitarre, Percussion
- 16 Horsepower – Low Estate (1997): Produzent, diverse Instrumente
- PJ Harvey – Is This Desire? (1998): diverse Instrumente
- Spleen – Little Scratches (1998): Koautor, Gitarre, Percussion
- Giant Sand – Chore of Enchantment (2000): Produzent
- Goldfrapp – Felt Mountain (2000): Gitarre, Schlagzeug
- Eels – Souljacker (2001): Produzent, Koautor, diverse Instrumente
- Experimental Pop Band – The Tracksuit Trilogy (2001): Produzent
- Dominique A – Auguri (2001): Produzent, diverse Instrumente
- Morning Star – My Place in The Dust (2001): Produzent
- Sparklehorse – It's a Wonderful Life (2001): Co-Produzent, diverse Instrumente
- Tracy Chapman – Let it Rain (2002): Produzent
- Experimental Pop Band – Tarmac and Flames (2004): Produzent
- Thou – I like Girls in Russia (2004): Produzent
- Morning Star – The Opposite is True (2004): Produzent
- Jennie DeVoe – Fireworks and Karate Supplies: Produzent
- Nada – Tutto l'amore che mi manca (2004): Produzent
- Dionysos – Monsters in Love (2005): Produzent
- PJ Harvey – White Chalk (2007): Produzent
- Tom Brosseau – Cavalier (2007): Produzent
- Jennie DeVoe – Untitled Fourth Studio Album: Produzent
- Aldous Harding – Designer (2019): Produzent